# Воейков (шелфов ледник)
Шелфовият ледник Воейков (на английски: Voeykov Ice Shelf) заема част от крайбрежието на Източна Антарктида, край Брега БАНЗАРЕ на Земя Уилкс, в акваторията на Индоокеанския сектор на Южния океан. Простира се на повече от 130 km от залива Полдинг на запад до нос Гуденаф на изток. Ширина до 80 km. На североизток от него има голям айсбергов език, от който периодично се откъсват големи айсберги. Южно от него на крайбрежието се издига възвишението Нортс (до 475 m), от което се спускат малки планински ледници – Бел, Блер и др.
Шелфовият ледник Воейков е открит и топографски заснет през 1958 г. от 2-рата Съветска антарктическа експедиция и е наименуван в чест на видния руски метеоролог и климатолог Александър Воейков (1842 – 1916).